# Илияс Пинис
Илияс Пинис (на гръцки: Ηλίας Πίνης) е гъркомански революционер, деец на гръцката въоръжена пропаганда в Македония от началото на XX век.

## Биография
Илияс Пинис е роден в леринското арванито-влашко село Негован, тогава в Османската империя. Роднина е на Николаос Пинис (Κόλε Πίνης), участник в гръцката конспирация от 1866 година. Присъединява се към гръцката пропаганда и оглавява чета, която е под командването на критянина Илияс Делиянакис. Действа в Леринско и Корещата. Сътрудничи с Георгиос Цондос (капитан Вардас), както и с Йоанис Пулакас и Йоанис Каравитис.